# Creatore di montature

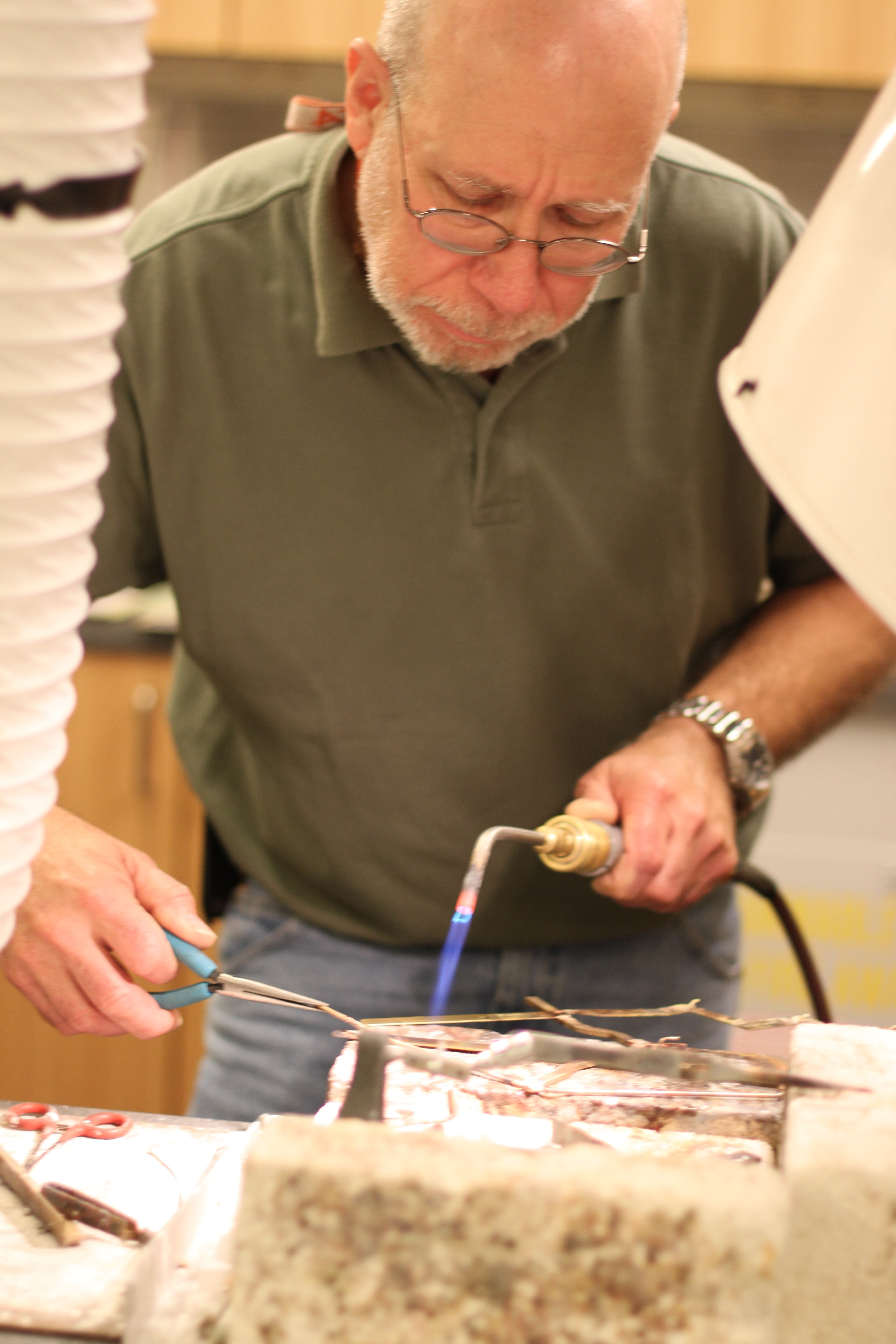
Un creatore di montature salda un nuovo supporto.

Un creatore di montature (mount maker) è responsabile della creazione di strutture chiamate montature per oggetti utilizzate per fornire supporto fisico discreto, stabilità e sicurezza degli oggetti durante l'esposizione, lo stoccaggio o il trasporto in musei, gallerie d'arte, biblioteche, archivi, giardini botanici o altri istituzioni culturali. La protezione e la conservazione a lungo termine dell'oggetto è un obiettivo chiave dei creatori di montature. Ciò si ottiene attraverso un'attenta progettazione, selezione di materiali e processi di produzione che non danneggino inavvertitamente l'oggetto e un cauto processo di installazione dell'oggetto al suo posto in una mostra. I professionisti in questo campo possono essere assunti direttamente da un'istituzione, essere appaltatori indipendenti o lavorare come parte di società di progettazione di mostre di istituzioni culturali più grandi.

## Responsabilità e doveri

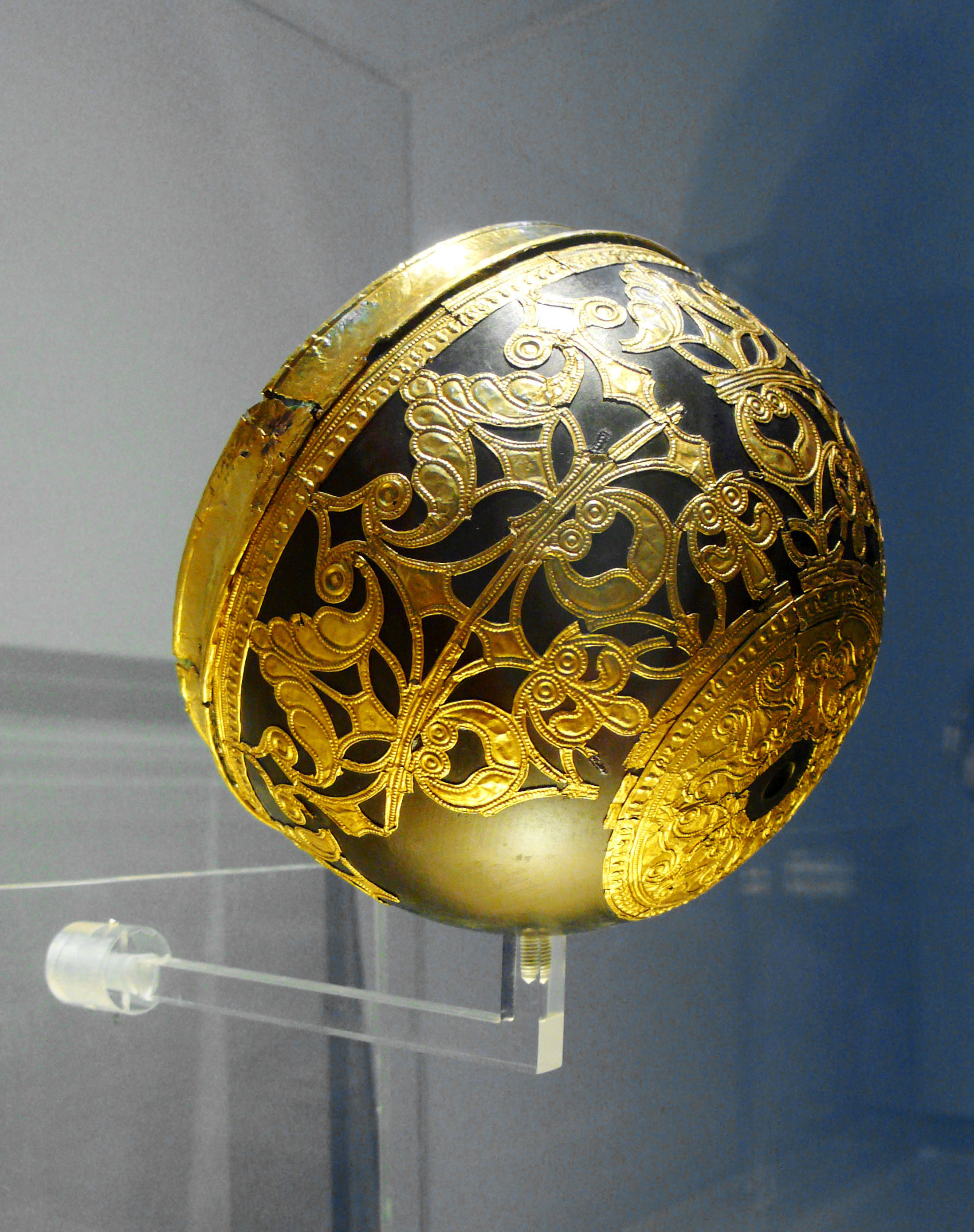
Montature ornamentali in oro.

La responsabilità principale di un creatore di montature è fornire supporti strutturali sicuri e stabili (chiamati anche montature, staffe o armature) per un'ampia varietà di materiali culturali come mobili, ceramiche, dipinti, sculture, abbigliamento, gioielli, aerei e macchinari per essere immagazzinati, trasportati in altro luogo o esposti. Fornire forma e stabilità allevia lo stress imposto su un oggetto, "prevenendo così distorsioni, pieghe ed eventuali danni strutturali". Un montaggio riuscito eviterà che gli oggetti si muovano nel caso in cui la vetrina di un oggetto venga urtata o disturbata in altro modo, oltre a consentire ai visitatori di visualizzare e interpretare un oggetto in modi nuovi e discreti. L'oggetto dell'attenzione dello spettatore dovrebbe essere l'oggetto, non la montatura; consentendo il maggior accesso visivo possibile.
I creatori di montature lavorano con due tipi di montature; supporti personalizzati e supporti generici. I supporti personalizzati vengono creati appositamente in base alle esatte dimensioni, peso e qualsiasi problema specifico di stabilità o supporto in risposta alla preservazione e conservazione di un particolare oggetto. Il tipo e il design di ciascuna montatura personalizzata sono determinati anche dal budget e dall'abilità del creatore di montature. Al contrario, le montature generiche richiedono solo misurazioni approssimative dell'oggetto. Questi scaffali, staffe o moduli di stock generali o prefabbricati possono essere acquistati da società di fornitura di musei o archivi. 
I creatori di montature collaborano con registrar, progettisti di mostre, curatori, tecnici dell'illuminazione e installatori per sviluppare o selezionare supporti per ciascun oggetto che verrà visualizzato in una mostra. I creatore di montature lavorano anche "a stretto contatto con i conservatori per apprendere i punti di forza e di debolezza degli oggetti e per trovare materiali di fabbricazione sicuri". Alcuni tipi di materiali possono includere imbottitura di cotone e altro (batting), cartone, plastica ondulata come coroplast, feltro (poliestere o acrilico), pannello in schiuma (Foamcore, un materiale leggero e facilmente tagliabile utilizzato per il montaggio di stampe fotografiche e come supporto per incorniciature, per realizzare modelli in scala e nella pittura), Gator Foam (Gator Board), mussola, plexiglas e alcuni metalli come ottone e acciaio. Altri materiali possono includere alluminio, acciaio inossidabile, acrilico e resina. 

## Conoscenze, abilità e competenze

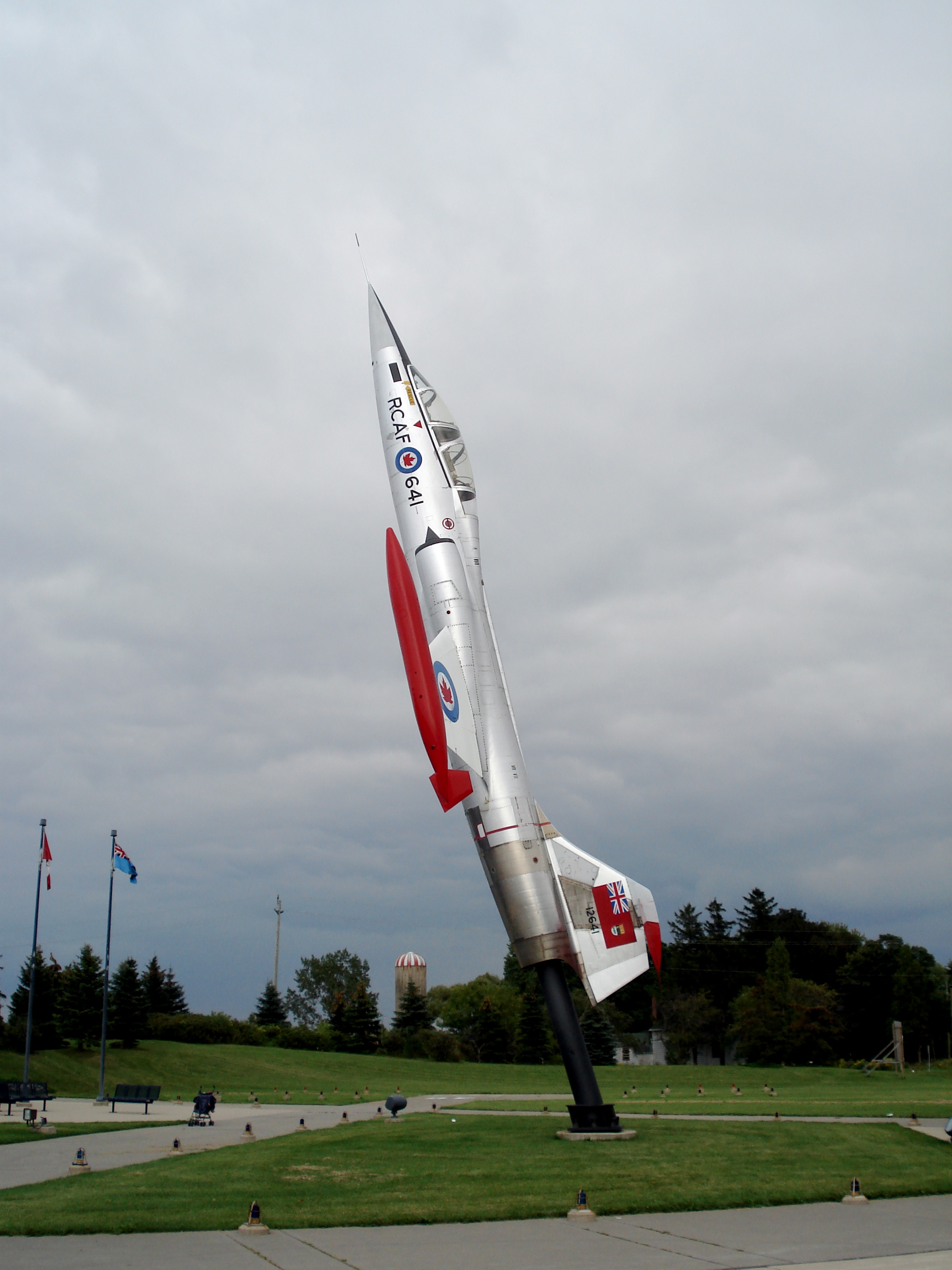
CF-104 Starfighter montato come monumento di fronte al Canadian Warplane Heritage Museum.

Dopo aver considerato quale materiale è più adatto per un oggetto, i creatori di montature fabbricano quindi una montatura secondo le specifiche dell'oggetto utilizzando strumenti manuali e attrezzature generali da officina. I creatori di montature devono essere informati sulle diverse scelte di saldatura, seghe, tamponi e smerigliatrici ed esperti nel loro utilizzo. Gli strumenti più specifici per la fabbricazione di supporti di base includono una sega a nastro da 10 pollici a 1 pollice (da 25 a 2,5 cm circa), un trapano a colonna indipendente o da banco, una levigatrice combinata a disco da 1 pollice per 8 pollici (2,5 per 20 cm circa) e un aspirapolvere con un filtro minimo di 5 micron o un filtro HEPA. 
Alcuni creatori di montature sono specializzati in un supporto specifico come metallo o plastica. Tutti dovrebbero essere esperti nella gestione degli artefatti, avere una conoscenza pratica di chimica, fisica, meccanica ed essere esperti nell'area di problem solving e della gestione del tempo. I creatori di montature sono stati descritti come aventi le abilità di "gioiellieri, saldatori, fabbricanti, macchinisti e fabbri - per opere d'arte". Altre competenze che potrebbero essere necessarie includono carpenteria, lavorazione dei metalli, esperienza con programmi di progettazione assistita da computer, pittura e modellazione.

## Istruzione, formazione, esperienza
I creatori di montature provengono da una vasta gamma di background professionali ed educativi. Le persone che cercano di diventare creatori di montature devono avere esperienza nella progettazione, fabbricazione e familiarità con la manipolazione degli oggetti. Sono inoltre altamente auspicabili efficaci capacità comunicative e capacità di lavorare sia da soli che in gruppo. I creatori di montature possono avere un Bachelor of Arts (BA), un Bachelor of Fine Arts (BFA) o un Bachelor of Science (BS) in belle arti, studi artistici, conservazione, design o arti industriali presso un'università accreditata. Al contrario, essi possono avere un background di natura tecnica, ad esempio nel settore dell'edilizia o della riparazione automobilistica. Corsi di formazione continua, workshop e simposi sulla creazione di montature sono disponibili attraverso varie istituzioni culturali come il Northern States Conservation Center, il Corcoran College of Art and Design, il Canadian Conservation Institute e il Field Museum of Natural History.

## Organizzazioni professionali
I creatori di montature sono membri di una varietà di organizzazioni professionali come la PACCIN (Collections Care Information Network), la Convenzione internazionale dei trasportatori di mostre e belle arti (ICEFAT - International Convention of Exhibition and Fine Art Transporters) e l'Associazione nazionale per le mostre museali (NAME - National Association for Museum Exhibitions) per rimanere aggiornati sulle migliori pratiche professionali e avere accesso a un'ampia rete informativa di colleghi.
PACCIN "si dedica alla costruzione di una rete di informazioni e risorse disponibili per il settore museale per il dialogo educativo dei professionisti interessati agli elevati standard di gestione dell'arte e dei manufatti. L'area su cui si concentrano questi standard includono l'imballaggio, la spedizione, l'installazione, la realizzazione di montaggi, l'allestimento, la realizzazione di mostre, opportunità di lavoro educativo, nonché aggiornamenti continui del settore sull'attuale utilizzo tecnico e dei materiali." 
La Convenzione Internazionale dei Trasportatori di Mostre e Belle Arti ospita "convenzioni annuali in cui i membri si incontrano per scambiare idee e stabilire rapporti con associati in tutto il mondo nel campo dell'imballaggio, della spedizione di opere d'arte, manufatti e antichità". 
Anche per il Comitato di interesse professionale dell'American Alliance of Museums, l'obiettivo di NAME è sostenere l'importanza delle mostre e "promuovere l'eccellenza e le migliori pratiche, identificare tendenze e innovazioni recenti, fornire accesso alle risorse, promuovere lo sviluppo professionale e coltivare leadership" ad un gruppo di oltre 800 professionisti museali aderenti.